# Kantons van Zwitserland

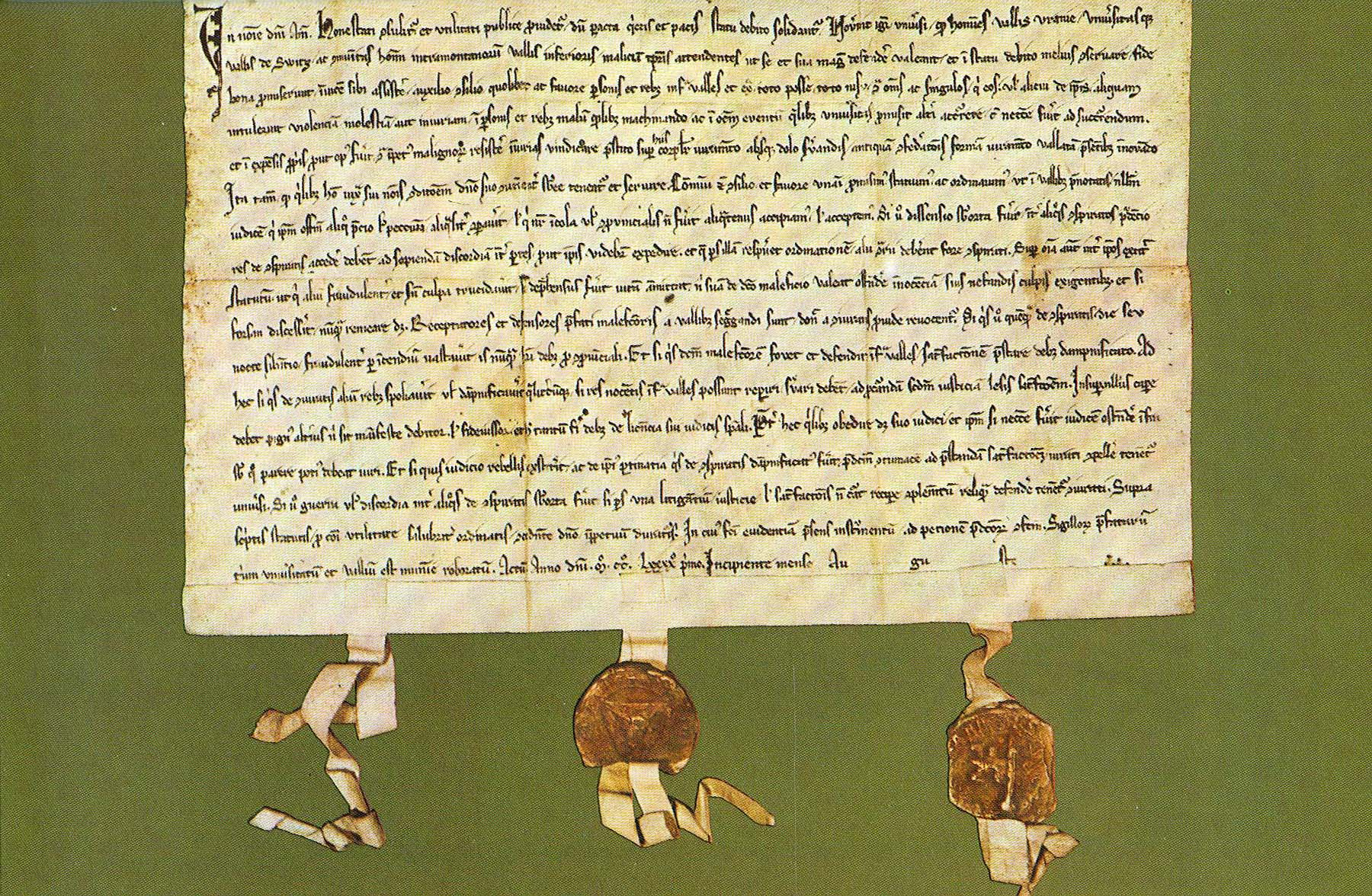
De Bondsbrief van 1291

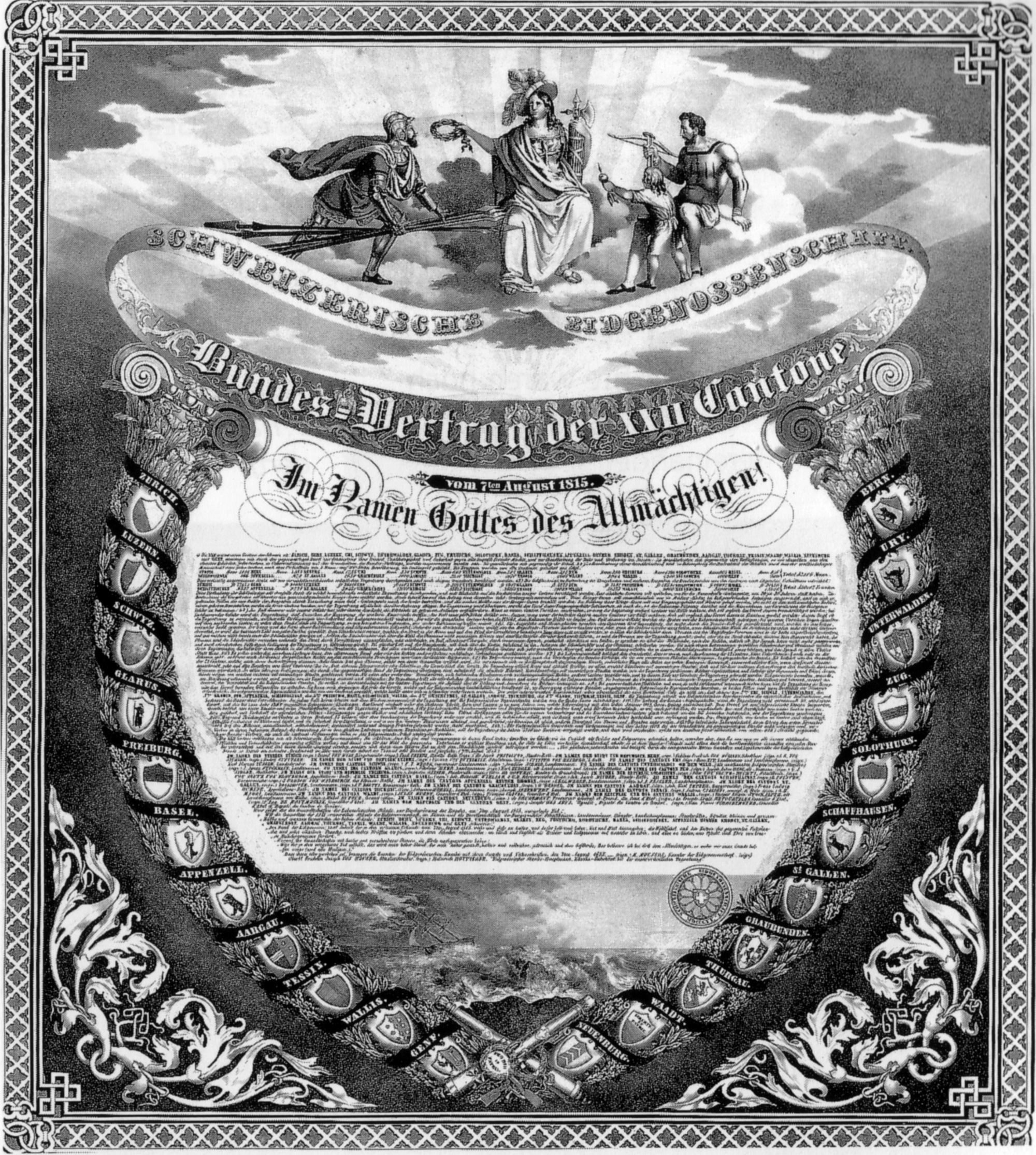
Het Bondsverdrag dat van 1815 tot 1848 de basis was van het eedgenootschap

De Zwitserse kantons zijn de 26 deelstaten van Zwitserland. Het gaat om Aargau, Appenzell Ausserrhoden, Appenzell Innerrhoden, Basel-Landschaft, Basel-Stadt, Bern, Fribourg, Genève, Glarus, Graubünden, Jura, Luzern, Neuchâtel, Nidwalden, Obwalden, Sankt Gallen, Schaffhausen, Schwyz, Solothurn, Thurgau, Ticino, Uri, Vaud, Wallis, Zug, Zürich. De bondsstaat Zwitserland is ontstaan doordat drie staatjes, de oerkantons, in 1291 hun samenwerking bezegelden. In de loop van de eeuwen zijn er meer kantons bijgekomen en zijn de indeling en de staatsrechtelijke verhoudingen tussen de kantons vaak gewijzigd.

## Instituties
Elk kanton heeft zijn eigen grondwet, een eigen kantonsparlement (veel eenkamerparlementen van 58 tot 200 zetels), kantonsregering en rechtbanken. In sommige kantons houdt men openbare algemene vergaderingen, de Landsgemeinden, waar alle volwassenen van het dorp of het kanton bij wijze van directe democratie mogen deelnemen aan het openbaar debat en meestemmen over de genomen beslissingen. De deelregeringen bestaan uit vijf of zeven ministers. Volgens de Zwitserse Grondwet komt de residuaire bevoegdheid toe aan de kantons, wat betekent dat de kantons bevoegd zijn voor alles wat niet expliciet aan de Confederatie is toevertrouwd door de Zwitserse Grondwet en de federale wetten. Binnen de kantons genieten de gemeentes vaak uitgebreide autonomie, zij het dat dit verschilt per kanton.

## Geschiedenis
Zwitserland ontstond toen drie kleine staatjes, Uri, Unterwalden en Schwyz, in de Bondsbrief van 1291 het Zwitsers Eedgenootschap sloten, om elkaar bij te staan in hun onafhankelijke positie t.o.v. de Habsburgers. Zo ontstond de Zwitserse statenbond. Tot aan de Franse Revolutie bestond deze statenbond uit onafhankelijke staatjes, met eventueel onderhorige gebieden. Na het falen van de napoleontische Helvetische Republiek, een eenheidsstaat, werd weer een confederatie ingericht in 1803. Nu waren de voormalige onderhorige gebieden volwaardige partners. Toen de Franse Revolutie eindigde in 1815, keerden de Franstalige kantons terug naar de confederatie. In 1848 werd Zwitserland na de Sonderbund-oorlog een federale staat. In 1979 scheidde Jura zich af van Bern, en kreeg Zwitserland zijn huidige samenstelling met 26 kantons.

## Lijst
Deze tabel toont de kantons in de volgorde zoals opgenomen in de Zwitserse Grondwet.
| Wapen                | Afkorting | Kanton                 | Sinds | Hoofdstad    | Bevolking (2023) | Oppervlakte | Dichtheid | Aantal gemeentes | Taal/Talen                            |
| -------------------- | --------- | ---------------------- | ----- | ------------ | ---------------- | ----------- | --------- | ---------------- | ------------------------------------- |
| Flag of canton       | ZH        | Zürich                 | 1351  | Zürich       | 1.605.508        | 1.729       | 929       | 160              | Duits                                 |
| Flag of canton       | BE        | Bern                   | 1353  | Bern         | 1.063.533        | 5.959       | 178       | 335              | Duits, Frans                          |
| Flag of canton       | LU        | Luzern                 | 1332  | Luzern       | 432.744          | 1.493       | 290       | 79               | Duits                                 |
| Flag of canton       | UR        | Uri                    | 1291  | Altdorf      | 37.931           | 1.077       | 35        | 19               | Duits                                 |
| Flag of canton       | SZ        | Schwyz                 | 1291  | Schwyz       | 167.403          | 908         | 184       | 30               | Duits                                 |
| Flag of canton       | OW        | Obwalden               | 1291  | Sarnen       | 39.272           | 491         | 80        | 7                | Duits                                 |
| Flag of canton       | NW        | Nidwalden              | 1291  | Stans        | 45.016           | 276         | 163       | 11               | Duits                                 |
| Flag of canton       | GL        | Glarus                 | 1352  | Glarus       | 42.056           | 685         | 61        | 3                | Duits                                 |
| Flag of canton       | ZG        | Zug                    | 1352  | Zug          | 132.556          | 239         | 555       | 11               | Duits                                 |
| Flag of canton       | FR        | Fribourg               | 1481  | Fribourg     | 341.537          | 1.672       | 204       | 122              | Frans, Duits                          |
| Flag of canton       | SO        | Solothurn              | 1481  | Solothurn    | 286.844          | 791         | 363       | 106              | Duits                                 |
| Flag of canton       | BS        | Bazel-Stad             | 1501  | Bazel        | 200.031          | 37          | 5.414     | 3                | Duits                                 |
| Flag of canton       | BL        | Bazel-Land             | 1501  | Liestal      | 298.837          | 518         | 577       | 86               | Duits                                 |
| Flag of canton       | SH        | Schaffhausen           | 1501  | Schaffhausen | 87.111           | 298         | 292       | 26               | Duits                                 |
| Flag of canton       | AR        | Appenzell Ausserrhoden | 1513  | Herisau      | 56.495           | 243         | 233       | 20               | Duits                                 |
| Flag of canton       | AI        | Appenzell Innerrhoden  | 1513  | Appenzell    | 16.585           | 173         | 96        | 5                | Duits                                 |
| Flag of canton       | SG        | Sankt Gallen           | 1803  | Sankt Gallen | 535.114          | 2.028       | 264       | 75               | Duits                                 |
| Flag of canton       | GR        | Graubünden             | 1803  | Chur         | 204.888          | 7.105       | 29        | 100              | Duits, Reto-Romaans, Italiaans        |
| Flag of canton       | AG        | Aargau                 | 1803  | Aarau        | 726.894          | 1.404       | 518       | 197              | Duits                                 |
| Flag of canton       | TG        | Thurgau                | 1803  | Frauenfeld   | 295.220          | 991         | 297       | 80               | Duits                                 |
| Flag of canton       | TI        | Ticino                 | 1803  | Bellinzona   | 357.720          | 2.812       | 127       | 102              | Italiaans                             |
| Flag of canton       | VD        | Vaud                   | 1803  | Lausanne     | 845.870          | 3.212       | 263       | 300              | Frans                                 |
| Flag of canton       | VS        | Wallis                 | 1815  | Sion         | 365.844          | 5.224       | 70        | 122              | Frans, Duits                          |
| Flag of canton       | NE        | Neuchâtel              | 1815  | Neuchâtel    | 178.291          | 803         | 222       | 24               | Frans                                 |
| Flag of canton       | GE        | Genève                 | 1815  | Genève       | 524.410          | 282         | 1.856     | 45               | Frans                                 |
| Flag of canton       | JU        | Jura                   | 1979  | Delémont     | 74.548           | 838         | 89        | 50               | Frans                                 |
| Vlag van Zwitserland | CH        | Zwitserland            |       | Bern         | 8.962.258        | 41.291      | 217       | 2.118            | Duits, Frans, Italiaans, Reto-Romaans |

Bron: https://www.bfs.admin.ch/bfs/de/home/statistiken/bevoelkerung/stand-entwicklung.assetdetail.32229209.html

## Namen in andere talen
| Afkorting | Engels                 | Frans                        | Italiaans          | Duits                  | Reto-Romaans      | Spaans                     | Esperanto        |
| --------- | ---------------------- | ---------------------------- | ------------------ | ---------------------- | ----------------- | -------------------------- | ---------------- |
| AG        | Argovia                | Argovie                      | Argovia            | Aargau                 | Argovia           | Argovia                    | Argovio          |
| AI        | Appenzell Inner Rhodes | Appenzell Rhodes-Intérieures | Appenzello Interno | Appenzell Innerrhoden  | Appenzell dadens  | Appenzell Rodas Interiores | Apencelo Interna |
| AR        | Appenzell Outer Rhodes | Appenzell Rhodes-Extérieures | Appenzello Esterno | Appenzell Ausserrhoden | Appenzell dador   | Appenzell Rodas Exteriores | Apencelo Ekstera |
| BS        | Basle-City             | Bâle-Ville                   | Basilea Città      | Basel-Stadt            | Basilea-Citad     | Basilea-Ciudad             | Bazelo-Urbo      |
| BL        | Basle-Country          | Bâle-Campagne                | Basilea Campagna   | Basel-Landschaft       | Basilea-Champagna | Basilea-Campaña            | Bazelo-Kamparo   |
| BE        | Bern                   | Berne                        | Berna              | Bern                   | Berna             | Berna                      | Berno            |
| FR        | Fribourg               | Fribourg                     | Friburgo           | Freiburg of Fribourg   | Friburg           | Friburgo                   | Friburgo         |
| GE        | Geneva                 | Genève                       | Ginevra            | Genf                   | Genevra           | Ginebra                    | Ĝenevo           |
| GL        | Glarus                 | Glaris                       | Glarona            | Glarus                 | Glaruna           | Glaris                     | Glaruso          |
| GR        | Grisons                | Grisons                      | Grigioni           | Graubünden             | Grischun          | Grisones                   | Grizono          |
| JU        | Jura                   | Jura                         | Giura              | Jura                   | Giura             | Jura                       | Ĵuraso           |
| LU        | Lucerne                | Lucerne                      | Lucerna            | Luzern                 | Lucerna           | Lucerna                    | Lucerno          |
| NE        | Neuchâtel              | Neuchâtel                    | Neuchâtel          | Neuenburg              | Neuchâtel         | Neuchatel                  | Neŭŝatelo        |
| NW        | Nidwald                | Nidwald                      | Nidvaldo           | Nidwalden              | Sutsilvania       | Unterwalden bajo           |                  |
| OW        | Obwald                 | Obwald                       | Obvaldo            | Obwalden               | Sursilvania       | Unterwalden alto           |                  |
| SH        | Schaffhausen           | Schaffhouse                  | Sciaffusa          | Schaffhausen           | Schaffusa         | Schaffhausen               | Ŝafhaŭzo         |
| SZ        | Schwyz                 | Schwyz of Schwytz            | Svitto             | Schwyz                 | Sviz              | Schwyz                     | Ŝvico            |
| SO        | Solothurn              | Soleure                      | Soletta            | Solothurn              | Soloturn          | Soleura                    | Soloturno        |
| SG        | St. Gall               | Saint-Gall                   | San Gallo          | St. Gallen             | Son Gagl          | Sankt Gallen               | Sankt-Galo       |
| TG        | Thurgovia              | Thurgovie                    | Turgovia           | Thurgau                | Turgovia          | Turgovia                   | Turgovio         |
| TI        | Ticino                 | Tessin                       | Ticino             | Tessin                 | Tessin            | Tesino                     | Tiĉino           |
| UR        | Uri                    | Uri                          | Uri                | Uri                    | Uri               | Uri                        | Urio             |
| VS        | Valais                 | Valais                       | Vallese            | Wallis                 | Vallais           | Valais                     | Valezo           |
| VD        | Vaud                   | Vaud                         | Vaud               | Waadt                  | Vad               | Vaud                       | Vaŭdo            |
| ZG        | Zug                    | Zoug                         | Zugo               | Zug                    | Zug               | Zug                        | Zugo             |
| ZH        | Zürich                 | Zurich                       | Zurigo             | Zürich                 | Turitg            | Zürich                     | Zuriko           |

## Geschiedenis van de afzonderlijke kantons
|  | Geschiedenis van Aargau                 |
|  | Geschiedenis van Appenzell Ausserrhoden |
|  | Geschiedenis van Appenzell Innerrhoden  |
|  | Geschiedenis van Bazel-Land             |
|  | Geschiedenis van Bazel-Stad             |
|  | Geschiedenis van Bern                   |
|  | Geschiedenis van Fribourg               |
|  | Geschiedenis van Genève                 |
|  | Geschiedenis van Glarus                 |
|  | Geschiedenis van Graubünden             |
|  | Geschiedenis van Jura                   |
|  | Geschiedenis van Luzern                 |
|  | Geschiedenis van Neuchâtel              |
|  | Geschiedenis van Nidwalden              |
|  | Geschiedenis van Obwalden               |
|  | Geschiedenis van Sankt Gallen           |
|  | Geschiedenis van Schaffhausen           |
|  | Geschiedenis van Schwyz                 |
|  | Geschiedenis van Solothurn              |
|  | Geschiedenis van Thurgau                |
|  | Geschiedenis van Ticino                 |
|  | Geschiedenis van Uri                    |
|  | Geschiedenis van Wallis                 |
|  | Geschiedenis van Vaud                   |
|  | Geschiedenis van Zug                    |
|  | Geschiedenis van Zürich                 |